# Gustav Schmoll genannt Eisenwerth
Gustav Schmoll genannt Eisenwerth (* 1881; † 1916) war ein deutscher Architekt.
Sein Vater war der Wasserbauingenieur und Brückenkonstrukteur Anton Adolph Schmoll genannt Eisenwerth.

## Werk
Bei einem 1904 durchgeführten Architekturwettbewerb der Studentenschaft der Technischen Hochschule Darmstadt für einen Bismarckturm auf dem Dommerberg gab der „Bismarck-Ausschuss“ von 62 eingereichten Entwürfen dem Modell des damals 23-jährigen Gustav Schmoll genannt Eisenwerth den Zuschlag zur Ausführung. Schmoll genannt Eisenwerth lieferte einen Entwurf mit einer Feuersäule und einer kleinen Aussichtsplattform. Erbaut wurde der Darmstädter Bismarckturm in den Jahren 1904 bis 1908. Er baute daneben ein Landhaus in Darmstadt.